# Базилозаври
Базилозаврите (Basilosaurus), (на английски: King Lizard – Кралски гущер) са род китоподобни, живеели преди 40 – 34 млн. години в късния еоцен. Вкаменелости от базилозавър първо са открити в южната част на САЩ (Луизиана), и първоначално е било счетено, че са на някакъв вид морско чудовище – влечуго, от което следва наставката – „Saurus“ (гущер), но по-късно е установено, че това не е така. Фосили от най-малко два други близки вида са открити в Египет и Пакистан. Техните много малки атрофирали крайници са обект, представляващ интерес за палеонтолозите.

## Описание
Базилозавърът достига средно около 18 m на дължина, и се смята, че е бил най-голямото животно, на своето време. Това показва уникална степен на удължение в сравнение с модерните китове. Китът също така притежава малки, 60 cm крайници, които очевидно не са могли да помагат за придвижването на 15 – 25 метрово животно.
Прешлените на кита изглежда са били кухи, също така е вероятно те са били пълни с течност. Това би означавало, че базилозавърът обикновено само се е придвижвал по повърхността на морето. Съдейки и по относително слабата аксиална мускулатура и дебелите кости на крайниците се смята, че базилозавърът не е бил способен да се гмурка на дълбоко. Предполага се също, че тези примитивни китове не са били способни да се придвижват по сушата.
Главата им е била значително по-малка от тези на съвременните зъбати китове, а съответно и мозъка им е бил по-малък. Смята се също, че те не са имали социалните способности на съвременните китове.

## В Криптозоологията
Съществуват теории, че е възможно базилозавърът, (като криптидът Гамбо) да съществува и днес.

## Видове
- B. cetoides
- B. drazindai
- B. isis
- B. wanklyni
- B. vredensis
- B. caucasicus
- B. paulsoni
- B. puschi
- B. harwoodi